# Ийон Тихий
Ийон С. Тихий (пол. Ijon Tichy) — вымышленный космонавт и исследователь, герой многих произведений польского писателя Станислава Лема. Соратник профессора Тарантоги. Судьба и рука писателя столкнула Ийона Тихого со множеством интересных людей и серьёзных проблем, о чём он не преминул упомянуть в своих знаменитых Дневниках. Известен также как человек, обнаруживший, но так и не решивший загадку сепулек. Днём рождения Йона Тихого можно считать 27 декабря 1953 года — день опубликования первого произведения с его участием, «Путешествия двадцать четвёртого» из «Звёздных дневников Ийона Тихого».
В его честь назван астероид (343000) Ijontichy (2009 BH73), открытый немецкими астрономами в 2009 году.

## Книги о Ийоне Тихом
Ийон Тихий появляется в книгах:
- Сб. рассказов «Звёздные дневники Ийона Тихого».
- Сб. рассказов «Из воспоминаний Ийона Тихого».
- Роман «Футурологический конгресс».
- Роман «Осмотр на месте».
- Роман «Мир на Земле».

## Происхождение образа
В предисловии к «Звёздным дневникам» автор писал:

…Ийон Тихий сам представится читателю в этих «Дневниках», ставящих его наравне с такими неустрашимыми мужами древности, как Карл Фридрих Иероним Мюнхгаузен, Павел Маслобойников, Лемюэль Гулливер или магистр Алькофрибас.

Здесь прямо названы литературные предшественники героя: барон Мюнхгаузен, Павел Маслобойников («смиренный Павлушка, Маслобойников сын» — один из авторов летописи города Глупова в «Истории одного города» М. Е. Салтыкова-Щедрина), Лемюэль Гулливер (герой-рассказчик в романе Дж. Свифта «Путешествия Гулливера»), магистр Алькофрибас Назье (псевдоним Франсуа Рабле, под которым он издал роман «Гаргантюа и Пантагрюэль»). Таким образом, автор подчёркивает, что цикл этот можно считать пародийно-сатирическим эпосом.

## Использование реальных небесных тел в книгах
- Земля — историческая родина главного героя. Почти все приключения И. Тихого из цикла «Из воспоминаний Ийона Тихого» (кроме «Спасём Космос!») происходят на Земле.
- Луна — спутник Земли, на момент написания «Звёздных дневников» обитаема (у И. Тихого там живет тётка). Впоследствии, в романе «Мир на Земле» Луна перестаёт быть обитаемой (надо полагать, жители были переселены) и становится полигоном для гонки вооружений путём некроэволюции.
- Марс — обитаемая планета, о жителях ничего неизвестно — кто это, колонизаторы или коренное население, но культура у них есть. Об этом свидетельствует упоминание «марсианских песен» (14-е путешествие).
- Сатурн — возможно, обитаем. В 14-м путешествии упомянуты сатурнийцы, впрочем они могут и не иметь никакого отношения к Сатурну Солнечной системы.
- Юпитер — согласно данным ардритов (андроидов с увеселительного спутника планеты Энтеропия), обитаемая планета с коренным населением, о данных И. Тихого ничего неизвестно.

Астероиды, малые планеты и звёзды:
- Эрос — астероид, пострадавший от туристов, которые высекают на них любовные признания и сердечки (рассказ «Спасём космос!»).
- Церера — астероид, пострадавший от туристов, которые покрыли своими фотографиями всю поверхность астероида (рассказ «Спасём космос!»).
- Юнона — малая планета, очень сильно пострадавшая от туристов, которые отламывают кусочки и бросают в пространство (рассказ «Спасём космос!»).
- Бетельгейзе — α Ориона (Путешествие седьмое: «Когда в понедельник, второго апреля, я пролетал вблизи Бетельгейзе, метеорит размером не больше фасолины пробил обшивку, вывел из строя регулятор мощности и повредил рули — ракета потеряла управление»).

## Вымышленныеэкзопланетыи их спутники, которые упомянуты в книгах
Планеты с их жителями, цивилизациями, порядками и укладом служат для большей наглядности рассматриваемых автором проблем и вопросов. Одни планеты упомянуты вскользь, а на других происходит действие:
- Карелирия (в другом переводе Ворекалия) — то есть Калькуляторных Реликтов Репатриация (Возврат Реликтов Калькулятора), планета в системе Проциона, ставшая владениями императора Калькулятриция (11-е путешествие).
- Неназванная по имени планета в системе Проциона — обитаема, жители — мельманлиты, разумная раса, поддерживающая добрососедские отношения с землянами (11-е путешествие).
- Алантропия — планета, населённая ящерами (возможно, разумными) (11-е путешествие).
- Амауропия — планета в созвездии Циклопа, обитаема, жители — микроцефалы, человекообразные существа с синей кожей (12-е путешествие).
- Арденурия — планета, слегка пострадавшая от выгонтов — космических бродяг (был похищен материк) (12-е путешествие).
- Зазьява — планета в созвездии Краба, родина Магистра Ох (13-е путешествие).
- Европия — обитаемая планета, жители которой были известны взаимной неприязнью до тех пор, пока на ней не было внедрено изобретение Магистра Ох — Протез Свободы Действий (13-е путешествие).
- Арделурия — планета, осевое вращение которой по предложению Магистра Ох было остановлено (таким образом было применено другое его изобретение — Протез Объективной истины) (13-е путешествие).
- Энтероптоза — планета, обитатели которой после истощения запаса природных ископаемых перешли — по предложению Магистра Ох — на разведение ручных электрических угрей (это изобретение Магистра Ох называлось Протез Прогресса) (13-е путешествие).
- Пинта — залитая водой планета с господствующим режимом — «абсолютным рыбизмом» (поклонение и обожествление рыб); обитатели планеты проживают в условиях тоталитарной системы, надеясь таким образом в будущем достичь небывалого процветания (13-е путешествие).
- Панта — соседняя планета с господствующим режимом обезличивания — «Заменителем вечности» — результат деятельности Магистра Ох; жители планеты, по-своему достигшие «процветания» (13-е путешествие).
- Энтеропия — 6-я планета двойного солнца в созвездии Тельца. 8 континентов, 2 океана. Обитаема, господствующие существа — ардриты. Впоследствии (в романе «Осмотр на месте») Ийон Тихий выяснит, что Энтеропия является спутником планеты Энция и служит парком развлечений (14-е путешествие).
- планета системы Регула — обитаемая планета с милитаризованной цивилизацией, называемой регулианами (20-е путешествие).
- Дихтония — планета, находящаяся на расстоянии 1000 световых лет от Земли, похожая на Землю (звездная система и другие координаты не указаны). Обитатели — за 1000 лет до прилета Ийона были похожи на людей, но к моменту прилета окончательно и бесповоротно стали нечеловекообразными из-за высочайшего уровня науки и безответственного к ней отношения (21-е путешествие).
- Уртама — обитаемая планета, население — разумные существа мемноги (вежливые и учтивые существа), правитель — Октопус (22-е путешествие).
- Сателлина — обитаемая планета системы Эрипелазы, об обитателях известно мало — только то, что носы отрастают у них очень быстро. Под названием Сателлина числится в той звездной системе еще около 200 объектов — планет и спутников (22-е путешествие).
- Андригона — старая обитаемая планета системы Эрипелазы, об обитателях известно немного больше — гостеприимны, вежливы, но убеждены в невозможности жизни на Земле (22-е путешествие).
- Антилена — обитаемая полужидкая планета с очень жарким климатом, население — разумные существа пятеричники (имеют по 5 конечностей для хождения, по 5 органов зрения и т. п., а также 5 полов) (22-е и 25-е путешествия).
- Эгилия — обитаемая планета, население — разумные существа дартриты. Дартриты из всех конечностей имеют только хвост (22-е путешествие).
- Арпетуза — обитаемая планета системы одной из звезд созвездия Весов, население — разумные существа (название не указано), очень искренние и порядочные существа (22-е путешествие).
- Планета системы двойной звезды Эрпейи — обитаемая планета очень маленьких размеров, обитатели — разумные существа бджуты, решившие проблему с нехваткой места при помощи «атомных персонограмм» и специального оборудования (23-е путешествие).
- Планета системы одной из звезд в туманности Нереиды — обитаемая планета, разумные обитатели Animal hominiforme (именуют себя индиотами), похожие на людей, только рот находится посреди лба, уши под подбородком, глаза (около 10 шт.) на щеках. Цивилизация индиотов достигла определенного технического прогресса и, не зная что делать, доверила свою судьбу машине (24-е путешествие).
- Мутрия — обитаемая планета в созвездии Большой Медведицы. Соединена ракетным путём с Латридой (25-е путешествие).
- Латрида — обитаемая планета в созвездии Большой Медведицы. Соединена ракетным путём с Мутрией (25-е путешествие).
- Таирия — каменистая планета, которую огибает ракетный путь Латрида-Мутрия. Прославилась одичавшим картофелем (25-е путешествие).
- Церулея — обитаемая планета, население и координаты не указаны (25-е путешествие).
- Прокития — обитаемая планета, разумные существа — прокиты (существа, похожие на людей, но ноги у них только до колена, а ниже находится колесо; прокиты все увлечены астрономией) (25-е путешествие).
- Планета из необследованного пространства (покрытая джунглями) — планета с жизнью, разумных обитателей нет, из представителей фауны известны атлантозавры (25-е путешествие).
- Планета из необследованного пространства (соседняя, цивилизованная) — обитаемая планета, вращается очень быстро, разумные существа перемещаются на двух ногах, при этом одна из них короче другой (для удобства перемещения) (25-е путешествие).
- Абразия — обитаемая планета в созвездии Кита, разумные обитатели — абразийцы (похожи на людей, только вместо ушей у них носы, а вместо носа — ухо), на планете один континент, на котором расположено около 80 государств, экономика которых построена на взаимодействии с «драконом» (огромным моллюскообразным существом) («О выгодности дракона»).
- Полиндрония — обитаемая планета, население и координаты не указаны, сервисные службы отвратительные (22-е путешествие).
- Мерситурия — обитаемая планета из планет Заповедника. О разумных существах ничего не известно. Представители фауны: ждимородки-поглоты, муравьи-кресловики (multipodium pseudostellatum Trylopii), телескот-змееножец (anencephalus pseudoopticus tripedius Klaczkinensis), ряска-душетряска, мурашка-мокрушница и глазопыр-изуверчик («Спасём Космос!»).
- Гавромахия — обитаемая планета из планет Заповедника. О разумных существах ничего не известно. Представители фауны: змееножец перевертыш подколодный (serpens vitiosus Reichenmantlii) («Спасём Космос!»).
- Дердимона — обитаемая планета из планет Заповедника. О разумных существах ничего не известно. Представители флоры: лютяга чуднистая (pliximiglaquia bombardans L.), скородавка-булыжница («Спасём Космос!»).
- Белурия — обитаемая планета из планет Заповедника. О разумных существах ничего не известно. Представители фауны: удилец, острошип грузнозадый. Представители флоры: горедумка разумная (gentiana sapiens suicidalis Pruck), бредовица («Спасём Космос!»).
- Протостенеза — обитаемая планета из планет Заповедника. О разумных существах ничего не известно. Представители фауны: щелкопер-пересмешник заборный (graphomanus spasmaticus Essenbachii. Представители флоры: воплянка («Спасём Космос!»).
- Стредогения — обитаемая планета из планет Заповедника. О разумных существах ничего не известно. Представители фауны: смраднючка поганочная, мстивец-бездорожник, топлянка булькотная, кусан-втихомолец и выйник электрический. Представители флоры: тепляк, холодняк, брызгульник («Спасём Космос!»).
- Эдоноксия — обитаемая планета из планет Заповедника. О разумных существах ничего не известно. Представители флоры: звукоед-матюгалец (echolalium impudicum Schwamps) («Спасём Космос!»).
- Энция — обитаемая планета из системы двойного (красного и голубого) солнца в созвездии Тельца имеет планету-спутник Энтеропия искусственного происхождения (т. н. «надувак»), является местом действия в романе «Осмотр на месте». Господствующая раса — энциане (члаки), произошедшие от нелетающих птиц. На планете существуют два государства — Люзания и Курдляндия. Курдляндия — государство, курс которого направлен на сохранения природы и взаимодействия, все жители обитают в гигантских животных — в курдлях (градозавры), в курдлях также размещены и административные здания (т. н. топартаменты и т. п.). Люзания — государство, курс которого направлен на развитие науки и техники, многие проблемы решены при помощи этикосферы, состоящей из шустров (аналогов нанороботов). История Энции продумана автором глубоко, представлены различные взгляды на одни и те же исторические события планеты («Осмотр на месте»).
- Теропия — «третьеразрядная планете» (по словам И. Тихого) в созвездии Кита. Упомянута в 26-м путешествии, поэтому может считаться в данном списке посторонней.
- Борелия — планета из звездного роя в Орионе. Упомянута в 26-м путешествии, поэтому может считаться в данном списке посторонней.
- Пантелюза — планета, прославившаяся Труванками — самыми болтливыми растениями во Вселенной. Упомянута в 26-м путешествии, поэтому может считаться в данном списке посторонней.
- Стредогенция — обитаемая планета, о разумных существах известно, что они хоронят своих покойников в искусственных спутниках на орбите. Упомянута в 26-м путешествии, поэтому может считаться в данном списке посторонней.
- Меопсера — обитаемая планета, разумные существа — Муциохи, которые очень похожи на людей. Упомянута в 26-м путешествии, поэтому может считаться в данном списке посторонней.
- Суперспутник альфа Кассиопеи Y («а может быть Эридана» — по словам И. Тихого) — обитаемый спутник планеты, поразивший главного героя некими событиями, кроме того там процветает каннибализм (как и на других спутниках Кассиопеи Y), но людям с Земли там никто не навредит, так как это противоречит их кулинарным обычаям, а также там люди считаются ядовитыми и несъедобными. В «Последнем путешествии» И. Тихий решает иммигрировать на Суперспутник альфа Кассиопеи Y.

## Экранизации
- 1965 — Друг (пол. Przyjaciel). Польша, По мотивам одноимённого рассказа (не входящего ни в какой цикл), но главный герой заменён на инженера Тихого (П. Куровский).
- 1965 — Профессор Зазуль (пол. Profesor Zazul). Польша, режиссёр Марек Новицкий, Ежи Ставицкий, в роли И. Тихого П. Куровский.
- 1979 — Путешествие четырнадцатое, телеспектакль из цикла «Этот фантастический мир», СССР.
- 1985 — Из дневников Ийона Тихого. Путешествие на Интеропию, мультипликационный фильм, киностудия «Азербайджанфильм», режиссёр Геннадий Тищенко (СССР). Роль Тихого озвучил Лев Дуров.
- 1999 — Из воспоминаний Ийона Тихого (нем. Aus den Sterntagebüchern des Ijon Tichy), ФРГ. В роли Тихого — Оливер Ян.
- 2000 — Из воспоминаний Ийона Тихого 2 (нем. Aus den Sterntagebüchern des Ijon Tichy II). В роли Тихого — Оливер Ян.
- 2007 — Ийон Тихий: Космопилот (нем. Ijon Tichy: Raumpilot). Сериал, Германи. В роли Тихого — Оливер Ян.

## Инсценировки
- 1962 — «Звёздные дневники Ийона Тихого» — радиоспектакль по мотивам предисловия, 14-го, 22-го и 26-го путешествий. В ролях: Р. Плятт, Г. Вицин, О. Табаков и др.
- 1988 — «Звёздные дневники Ийона Тихого» — радиоспектакль по 8-му путешествию (с небольшими сокращениями). В ролях: А. Калягин, Ю. Яковлев, О. Табаков[2]
- 2000 — «Полный поворот кругом. Звёздные дневники Ийона Тихого» — радиоспектакль.
- 2004 — «Путешествие» — спектакль по мотивам 7-го путешествия. Постановка братьев Андрея и Ильи Носкова, где они и сыграли главные роли[3].

## Влияние на других авторов
- Владимир Третьяков написал рассказ «В гостях у курдля»[4]. Этот рассказ является как бы фрагментом 14-го путешествия, который не вошёл в официальное издание.
- Существует сериал «Странные приключения Ионы Шекета» («шекет» на иврите означает «тихий») русско-израильского писателя-фантаста Песаха (Павла) Амнуэля, где очень напоминающий Ийона Тихого герой действует в окружении израильских реалий и в фэнтезийном антураже.
- Игорь Край написал в журнале «Мир фантастики» рассказ «Глазунья и галактика» — обзор космических империй из различных произведений глазами И. Тихого.
- Советский писатель-фантаст Александр Казанцев в романе-трилогии «Фаэты» описывает приключения Инко Тихого, который, кроме аллюзий на Ийона Тихого, является прототипом Кон-Тики.

## Критика и отзывы
Журнал «Мир Фантастики» поставил Ийона Тихого и его темпоральных двойников на 9-е место в списке «10 самых-самых фантастических близнецов».